# Питак Володимир Теодорович
Володи́мир Тео́дорович Питак (7 лютого 1979, с. Вишнівчик Теребовлянського району Тернопільської області — 25 січня 2015, поблизу Дебальцевого Донецької області) — український військовик, солдат 128-ї гірсько-піхотної бригади (Мукачево), учасник російсько-української війни.

## Життєпис
Мешкав у селі Дарахів на Теребовлянщині. Навчався у місцевій школі. 10 років тому виграв «грін-карту» та емігрував до США, жив у Детройті, Чикаго. У березні 2014 року повернувся в Україну та 2 серпня за мобілізацією пішов захищати Вітчизну.
Учасник боїв за Дебальцеве. Загинув 25 січня 2015 року в бою за висоту 307,5, біля с. Санжарівка. У цьому бою українським військовим вдалося знищити 3 танки та частину живої сили терористів. Тоді ж загинули старший лейтенант Сергій Свищ, старшина Олександр Венгер, солдати Андрій Капчур, Адальберт Ковач, Олександр Леврінц, Федір Лопацький.
Поховали Володимира в Дарахові. Залишилися батьки, два брати, племінники.

## Нагороди та вшанування
- Указом Президента України № 282/2015 від 23 травня 2015 року, «за особисту мужність і високий професіоналізм, виявлені у захисті державного суверенітету та територіальної цілісності України, вірність військовій присязі», нагороджений орденом «За мужність» III ступеня (посмертно)[2].
- почесний громадянин Тернопільської области (2025, посмертно)[3].
- 19 жовтня 2015 року на фасаді Дарахівської школи (вулиця Сонячна, 49), де навчався Володимир Питак, йому встановлено пам'ятну дошку, а в приміщенні школи облаштували куток пам'яті, де зберігаються його особисті речі.[4] На відкритті були присутні побратими з 128-ї бригади Борис Холодзьон і Руслан Романович[5].
- Вшановується в меморіальному комплексі «Зала пам'яті», в щоденному ранковому церемоніалі 25 січня[6][7].